# Cruziohyla calcarifer
Cruziohyla calcarifer és una espècie de granota de la família dels hílids. Habita a Colòmbia, Costa Rica, l'Equador, Nicaragua i Panamà. Els seus hàbitats naturals inclouen rius, aiguamolls d'aigua dolça i corrents intermitents d'aigua.